# Factuur

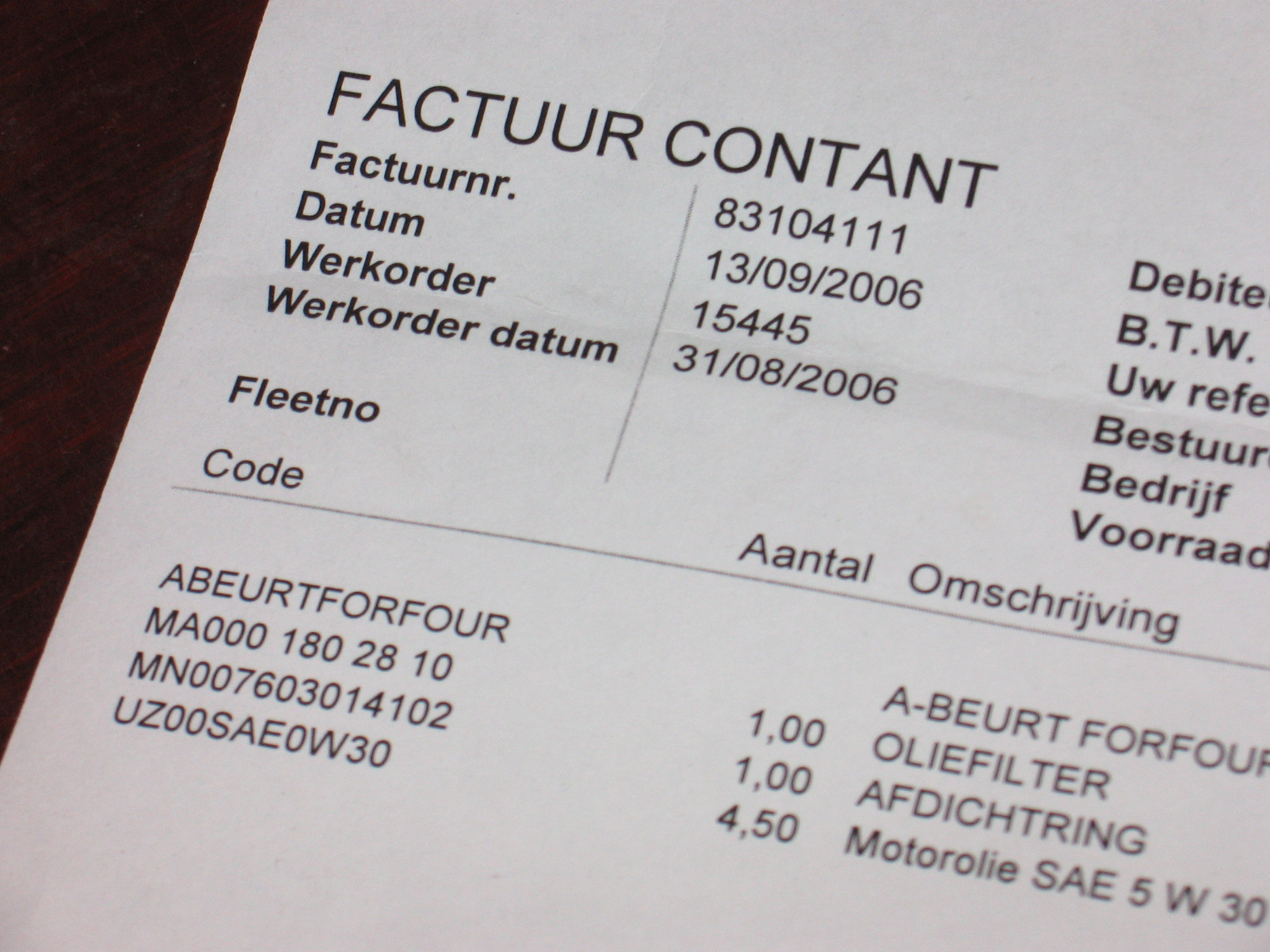
Een deel van een factuur

Een factuur is een document dat een betalingsverplichting van een klant aan een leverancier weergeeft. Een creditnota is een bepaald soort factuur.
Naast de factuur, bestaat ook nog de pro-formafactuur en de handelsfactuur. Vaak worden deze verward met een gewone factuur. De pro-formafactuur wordt vaak, voordat een en ander geleverd wordt, gebruikt bij vooruitbetalingen, waarna de afrekening gebeurt middels de factuur. De handelsfactuur wordt ook vaak commerciële of douanefactuur (customs invoice) genoemd. Deze handelsfactuur is alleen bestemd voor informatieoverdracht over het transport om aan te geven wat de waarde, maten, gewichten en HS-codes zijn van de goederen tijdens het transport of voor het heffen van de invoerrechten, dus niet voor betalingen.

## Nederland

### Factuurkop
De factuur bestaat vaak uit een kop met algemene, wettelijk verplichte gegevens betreffende de gehele factuur, zoals:
- De term "Factuur";
- NAW-gegevens van de leverancier (vaak met een bedrijfslogo);
- NAW-gegevens van de klant (een postbus mag alleen wanneer de adresgegevens bekend zijn);
- Gegevens over inschrijving bij de Kamer van Koophandel van de leverancier;
- Het btw-nummer van de leverancier;
- De identificatie van de factuur, het factuurnummer;
- De numerieke identificatie van de klant, het debiteurennummer (niet wettelijk verplicht);
- De factuurdatum;
- Het ordernummer of de referentie van de klant (niet wettelijk verplicht).

### Regel
Een factuur heeft betrekking op een of meerdere goederen en/of diensten die de leverancier aan de klant heeft geleverd. De factuurregel(s) laten de klant zien welk artikel (eventueel met artikelnummer) of dienst is/zijn geleverd, inclusief aantallen en de daarvoor geldende prijzen. De factuurregel(s) zijn dus een specificatie van het geleverde.

### Factuurvoet
Naast de kop met algemene gegevens, is er meestal ook nog een voet of totaal met informatie, zoals:
- Het nettobedrag, het bedrag zonder btw;
- Het btw-bedrag plus het berekende percentage (In Nederland 9 of 21 %);
- Het totaal te betalen bedrag, inclusief btw, het brutobedrag;
- De betalingscondities, bijvoorbeeld een termijn van 14 of 30 dagen of een korting indien betaald wordt binnen bijvoorbeeld 14 dagen (de zogenaamde kredietbeperking);
- De betaalmogelijkheden. Per 2014 dient op de factuur het IBAN rekeningnummer te worden vermeld.

Algemene (leverings)voorwaarden worden vaak onwetend op de achterzijde van een factuur afgedrukt. De voorwaarden waarop de geleverde goederen en diensten betrekking hebben zijn immers al geschied. Algemene voorwaarden moeten daarom al met de offerte of opdracht worden meegezonden om rechtsgeldig te zijn.

### Creditnota
Als de klant de goederen terugstuurt, of de diensten reclameert, wordt er een creditnota (soms ook creditfactuur genoemd) gemaakt om de factuur tegen te boeken. Dit kan voor het hele bedrag zijn, of voor het deel waarvoor is gereclameerd (boekhoudkundige afkorting: CVF).
Soms zal niet de leverancier van de diensten een factuur sturen, maar de afnemer. In zo'n geval is er ook sprake van een creditnota, maar zonder dat er sprake is van reclamatie van diensten of terugsturen van goederen. Dit komt bijvoorbeeld vaak voor bij affiliate marketing waar de leverancier vaak een particulier is. Wanneer de leverancier een particulier is mag de creditnota overigens geen uit te betalen BTW bevatten, dit omdat een particulier geen BTW in rekening mag brengen.

### Elektronische factuur
Elektronisch factureren is ook mogelijk. Alle wettelijke eisen aan een gewone factuur blijven gelden. Bovendien moet de herkomst en inhoud gewaarborgd zijn, bijvoorbeeld met behulp van een digitale handtekening.
De Nederlandse regelgeving ten aanzien van het beveiligen van een digitale factuur is sinds 2009 versoepeld. Zie hiervoor het besluit van 12 februari 2009, nr. CPP2009/263M, Stcrt. nr. 32 (Rijksoverheid). Door dit besluit kan "de (wijze van) opmaak en het versturen van de elektronische factuur vorm- en middelvrij plaatsvinden. De nu al toegestane methoden voor elektronisch factureren blijven bestaan. Ondernemers die gebruikmaken van deze methoden hoeven dit niet meer bij de Belastingdienst te melden. Verder wordt niet meer de eis gesteld dat de ondernemer de aanvaarding van de elektronische factuur door zijn afnemer vastlegt in zijn administratie;"
Enkele banken hebben een eigen systeem tot het verwerken van facturen, de FiNBOX.

### Btw
Een factuur moet opgemaakt zijn volgens de regels zoals genoemd in de Wet op de omzetbelasting 1968 wil zij als geldig document gelden waarop btw (Belasting over de Toegevoegde Waarde) in rekening mag worden gebracht of, bij ontvangst van een factuur, bij aangifte mag worden verrekend met de te betalen btw. Deze eisen zijn als volgt (artikel 35a Wet op de omzetbelasting 1968):
- de datum van de factuur;
- vermelding van een opeenvolgend factuurnummer;
- het btw-nummer van de leverancier;
- het btw-nummer van de klant als dit een bedrijf is (indien het een internationale levering/dienst betreft);
- NAW-gegevens van de leverancier en de klant;
- de hoeveelheid en aard van de geleverde goederen en/of diensten;
- de datum of het tijdvak van de levering van de goederen en/of dienst;
- de verkregen vergoeding of eenheidsprijs en vooruitbetalings- of andere kortingen;
- het toegepaste btw-tarief;
- het te betalen btw-bedrag.

Er gelden verder aanvullende factuurvereisten indien het een 0%-btw-levering, (ver)koop van een nieuw vervoermiddel, levering in verband met de margeregeling, of indien de btw wordt voldaan door een fiscaal vertegenwoordiger. De factuur kan verzonden worden voorafgaand of na de feitelijke levering. Is het eerste het geval dan spreekt men van voorfactureren, in het tweede geval van nafactureren.

## België
Het Koninklijk besluit nr. 1, art. 5 van 29 december 1992 (B.S. 31 december 1992) stelt vast wat er ten minste in een factuur moet staan. Indien er een element ontbreekt is de factuur ongeldig.

## Valse factuur
Het opmaken van een valse factuur valt (in Nederland en België) onder de strafrechtelijke bepalingen van valsheid in geschrifte.

### Spookfacturen
Sommige oplichters sturen facturen voor diensten die niet zijn verricht of goederen die niet zijn geleverd naar ondernemingen. Meestal zijn dit facturen voor kleinere bedragen (circa 10 tot 250 euro) die naar zeer veel ondernemingen worden verstuurd. Soms doet men zich tevens voor als een instantie die een verplichte contributie factureert, zoals de Kamer van Koophandel of een financiële controle-instantie. Men anticipeert dat men facturen voor kleinere bedragen makkelijker zal betalen en minder streng zal controleren. Telefoonnummers die op spookfacturen vermeld staan leiden bovendien naar dure betaallijnen. Het komt ook voor dat particulieren een spookfactuur per e-mail ontvangen.

### Witwassen
Ook bij witwassen worden valse facturen gebruikt. De ontvanger van het geld beweert daarvoor diensten of goederen te hebben geleverd, die in werkelijkheid nooit geleverd zijn.